# Залізниця Підзамче — Личаків

Лінія в парку «Знесіння»

Залізни́ця «Підза́мче — Лича́ків» — звивиста неелектрифікована залізнична гілка у Львові завдовжки 7,5 км, що відгалужується від лінії Львів — Красне в районі Нового Знесіння і закінчується у Винниківському лісопарку поблизу дріжджового заводу «Ензим». Є вцілілим після другої світової війни елементом залізничної лінії Підзамче — Підгайці. На великій ділянці проходить регіональним ландшафтним парком «Знесіння» повз ряд природних, культурних і археологічних пам'яток. Існують плани створення на базі залізниці туристичного екскурсійного маршруту.

## Історія

Міст на лінії

Лінія на Верхньому Личакові

Питання про будівництво залізниці Персенківка — Винники — Перемишляни — Бережани — Підгайці постало в 1901 році, коли було дано концесію на цей проєкт. Наступні чотири роки велися перемовини з державою та потенційними інвесторами, в тому числі з Львівським магістратом, який за умову своєї участі в проєкті поставив вимогу будівництва нового вокзалу неодмінно на території міста.
Будівельні роботи розпочалися у 1905 році і тривали до 1908 року, однак через реконструкцію станції Підзамче, яка тоді тривала, відкриття гілки відклали ще на рік. Лінію провели так, що від магістралі Львів — Красне вона відгалужувалася в районі Кривчиць, далі йшла до Верхнього Личакова, де було збудовано Личаківський вокзал, якого прагнув магістрат. На цій ділянці лінія надзвичайно петляє: так у районі сучасної вулиці Тракт Глинянський існує величезна петля, дві ділянки якої на лінії по прямій відділяють 200 метрів, хоча по рейках це — 2,5 км. Тому відразу після відкриття львівська преса охрестила залізницю «морським змієм». Далі лінія йшла вздовж шосе через Винники і Підберізці до Миколаєва, звідки повертала на Куровичі, а далі через Лагодів і Коросно виходила до Перемишлян. Потім через Вовків, Біле, Дунаїв, Біще, Гиновичі, Бережани та Потутори виходила на Підгайці. Плани продовження до Монастириськ і Бучача, а також сполучення з Персенківкою так і не були зреалізовані.
У 1920-х — 1930-х роках для доїзду відпочивальників у рекреаційні зони Знесіння, Личакова і Винник на лінії курсували спеціальні відпочинкові приміські потяги. Зокрема, відомо про експлуатацію парового трамвая з вертикальним котлом.
Німецькі війська під час відступу у липні 1944 року знищили частину залізничної лінії на ділянці від Винників до Підгайців. У 1970-х роках влітку до Винниківського (тоді — Комсомольського) озера ходили потяги, але маршрут швидко закрили. З 1990-х років лінію використовували для потреб дріжджового заводу «Ензим»: кілька разів на тиждень курсував вантажний потяд із локомотивом ЧМЕ3. Від 2018 року рух потягів лінією не здійснюється.

## Туристичне значення
Залізниця має велике туристичне значення. По-перше, вона проходить через дві великі рекреаційні зони: регіональний ландшафтний парк «Знесіння» (3,6 км проходить по межі парку, а 1,2 км — в межах парку) та Винниківський лісопарк. По-друге, лінія проходить повз кілька об'єктів, які є культурною спадщиною, зокрема, сліди городища IX—X століть на горі Баба, городище-капище V—VI століть на Світовидному полі, Церква святого Іллі XIX століття та Музей народної архітектури та побуту просто неба «Шевченківський гай».
Наприкінці 2000-х років відкриттям на залізниці руху туристичних потягів зацікавилися Львівська міська рада, адміністрація парку «Знесіння» та громадська організація «Форум Карпатський трамвай», яка вже відродила вузькоколійку у Вигоді (більш відому, як «Карпатський трамвай»). У 2009 році вони оголосили про плани залучити інвестора для обладнання платформ та створення інфраструктури (сувеніри, кав'ярня). Планується, що за маршрутом Підзамче — Личаків курсуватиме відреставрований вагон, обладнаний м'якими сидіннями. Було також оголошено, що попередня вартість проєкту — близько 1,5 мільйона гривень. Його реалізацією вже зацікавилися Міністерство культури України та ПрАТ «Компанія Ензим». У 2011 році Львівська залізниця оголосила про плани реалізації проєкту до футбольного чемпіонату Євро-2012.